# 博尔哈·奥比纳

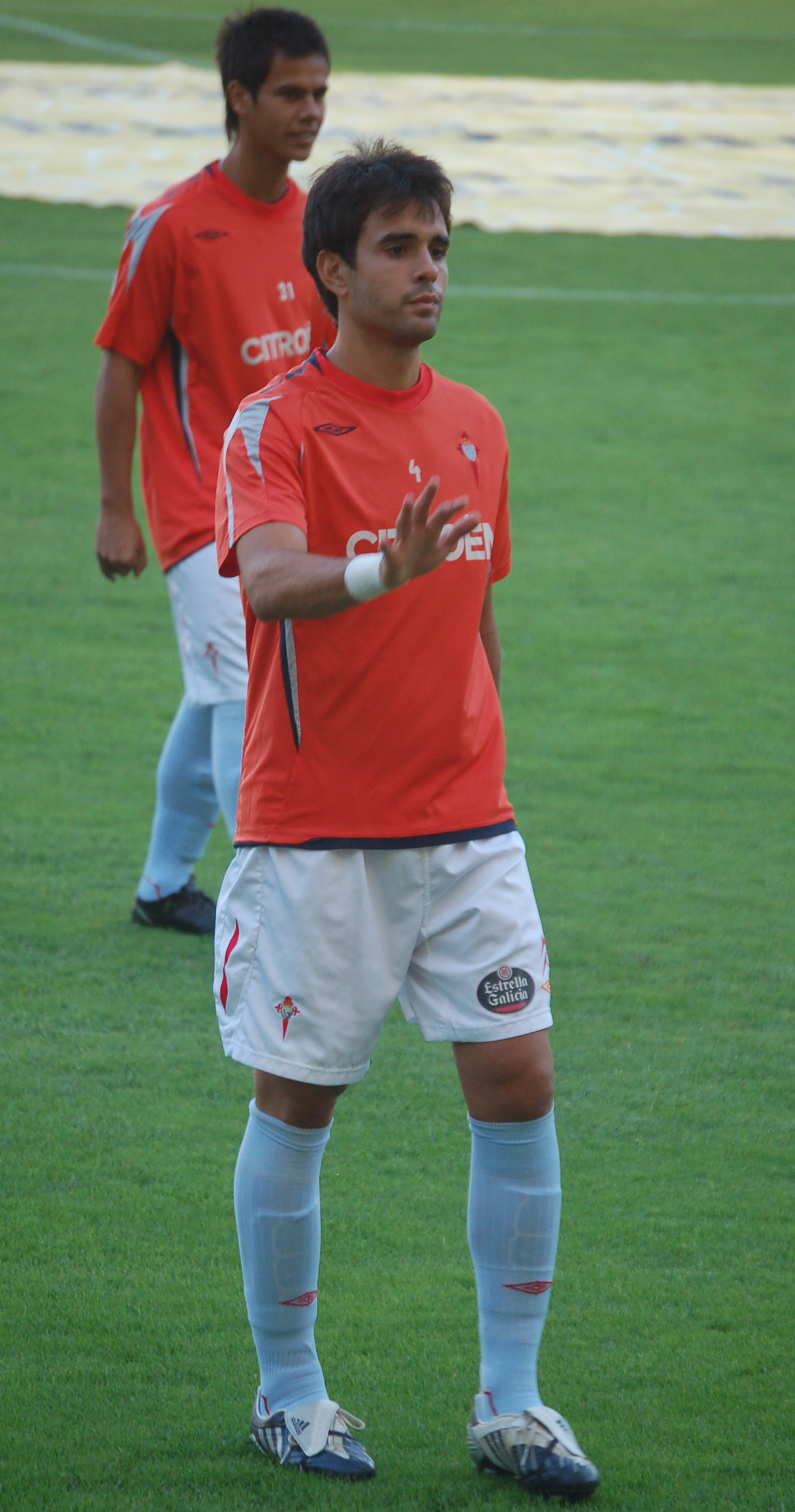

博尔哈·奥比尼亚·梅兰德茲（西班牙語：Borja Oubiña Meléndez，1982年5月17日—），西班牙職業足球員，長期效力家鄉球隊，司職防守中場。

## 外部連結
- BDFutbol檔案 （页面存档备份，存于） （英文）
- 國家隊數據 （页面存档备份，存于） （英文）
- 博尔哈·奥比纳在 National-Football-Teams.com 上的出场纪录 （英文）
- Transfermarkt檔案 （页面存档备份，存于） （英文）